# Dauphinelle de Requien
Delphinium pictum subsp. requienii
Sous-espèce
Classification phylogénétique
La Dauphinelle de Requien (Delphinium pictum subsp. requienii) est une sous-espèce de Delphinium requienii, le Pied-d'alouette de Requien.

## Répartition et habitat
La Dauphinelle de Requien, qui est endémique des îles d’Hyères, était à l'origine présente uniquement sur Porquerolles.
Récemment découverte sur Port-Cros et sur Le Levant, elle est absente de Bagaud.
La Dauphinelle de Requien vit sur les falaises et dans les clairières.

## Biologie
La Dauphinelle de Requien produit un alcaloïde toxique qui provoque des allergies.
Elle est dite sporadique, ce qui signifie qu'elle peut passer plusieurs années sous terre sans se manifester, et fleurit de mai à juillet.